# Bradysia austera
Bradysia austera är en tvåvingeart som beskrevs av Menzel och Heller 2006. Bradysia austera ingår i släktet Bradysia och familjen sorgmyggor.
Artens utbredningsområde är Tjeckien. Arten är reproducerande i Sverige. Inga underarter finns listade i Catalogue of Life.